# Pernettyopsis
Pernettyopsis je bývalý rod rostlin z čeledi vřesovcovité, zahrnující celkem 4 druhy. V současné taxonomii byly tyto druhy vřazeny do rodu Diplycosia.

## Druhy
- Pernettyopsis breviflora
- Pernettyopsis malayana
- Pernettyopsis megabracteata
- Pernettyopsis subglabra